# Julieta (televíziós sorozat)
A Julieta (eredeti cím: Laberintos de pasión) 1999 és 2000 között vetített mexikói telenovella, amelyet Claudio Reyes Rubio alkotott. A főbb szerepekben Leticia Calderón, Francisco Gattorno, César Évora, María Rubio és Manuel Ojeda látható.
Mexikóban 1999. október 4-én a Canal de las Estrellas, Magyarországon az RTL Klub 2000. szeptember 4-én mutatta be.

## Történet
A tízéves Julieta (Leticia Calderón) nagyapjával, Don Miguellel (Roberto Antúnez) él. Két legjobb barátja a tehetős családból származó testvérpár; Pedro (Fransisco Gattorno) és Cristóbal (Abraham Ramos). A fiúk apja (Manuel Ojeda) azonban ellenzi barátságukat, mondván, a lány túl szegény hozzájuk. Nem messze a fiúk birtokától, egy kis kalyibában él Gabriel Almada (César Évora), a festő, aki hazatért San Vicentébe, hogy ott végre nyugalomra találjon. Gabriel Julieta hűséges pártfogója lesz, miután a lány nagyapja, Don Miguel egy tűzeset során meghal. Hamarosan közösen hagyják el a várost, ám néhány év elteltével a kis Julieta gyönyörű fiatal nővé érik, és a szíve visszahúzza San Vicentébe, nagyapja egykori otthonába, gyerekkori barátaihoz. Julieta, aki nemcsak csodaszép, de immár szakképzett orvos, úgy dönt, hogy ott fog letelepedni. Gabriel persze követi őt. Hazatérésük azonban váratlan fordulatokkal, szerelmekkel és rosszindulatú cselszövésekkel teli kalandokat hoz a számukra. Julieta beleszeret Pedróba, Genaro Valencia fiába. Az apa azonban ellenzi a kapcsolatot és mindent megtesz, hogy elválassza a fiatalokat, ráadásul felbukkan Nadia (Mónika Sánchez), Genaro unokahúga, aki szemet vet Pedróra és mindent bevet, hogy elvetesse magát a fiúval. A lány azt hazudja Pedrónak, hogy várandós, de kiderül, hogy a gyerek Cristobalé, aki szerelmes Nadiába, és fény derül arra is, hogy a lányt csak a Valenciák pénze érdekli.

## Szereposztás
| Szereplő                          | Színész              | Magyar hang        |
| --------------------------------- | -------------------- | ------------------ |
| Julieta Valderrama                | Leticia Calderón     | Nyírő Beáta        |
| Pedro Valencia Miranda            | Francisco Gattorno   | Schnell Ádám       |
| Gabriel Almada                    | César Évora          | Haás Vander Péter  |
| Ofelia Montero vda. de Miranda    | María Rubio          | Kassai Ilona       |
| Genaro Valencia                   | Manuel Ojeda         | Barbinek Péter     |
| Nadia Casanova Guzmán             | Mónika Sánchez       | Kisfalvi Krisztina |
| Carmina Roldán de Valencia        | Azela Robinson       | Udvarias Anna      |
| Lauro Sánchez                     | Aarón Hernán         | Szokolay Ottó      |
| Mateo Valencia atya               | Pedro Armendáriz Jr. | Papp János         |
| Cristóbal Valencia Miranda        | Abraham Ramos        | Crespo Rodrigo     |
| Arturo Sandoval                   | Eugenio Cobo         | Pálfai Péter       |
| Rocío González Pascual            | Tiará Scanda         | Kiss Virág         |
| Matilde Pascual de González       | Socorro Bonilla      | Illyés Mari        |
| Sara Morales de Sandoval          | Silvia Manríquez     | Makay Andrea       |
| Rosendo Treviño                   | Fernando Robles      | Varga Tamás        |
| Juan González                     | Héctor Sáez          | Csuha Lajos        |
| Marissa Cervantes                 | Luz María Jérez      | Juhász Judit       |
| Sofia de Valencia                 | Alma Delfina         | Andresz Kati       |
| Magdalena García                  | Amira Cruzat         | Bessenyei Emma     |
| Miguel Valderrama                 | Roberto Antúnez      | Horkai János       |
| Diego Sandoval García             | David Ramos          | Sótonyi Gábor      |
| Benjamín Sandoval                 | Antonio de la Vega   | Juhász György      |
| Alejandra Sandoval Morales        | Nayeli Dainzu        | Roatis Andrea      |
| Ponciano                          | José Antonio Ferral  | Végh Ferenc        |
| Rebeca Fernández                  | Leonor Bonilla       | Kéri Kitty         |
| Javier Medina                     | Milton Cortez        | Selmeczi Roland    |
| Mendoza parancsnok                | Ricardo Vera         | Imre István        |
| Gyerek Julieta Valderrama         | Yosy                 | Bogdányi Titanilla |
| Gyerek Pedro Valencia Miranda     | Raúl Castellanos     | Czető Roland       |
| Gyerek Cristóbal Valencia Miranda | Eduardo de la Vega   | Szvetlov Balázs    |
| Genoveva Camacho                  | Susana Contreras     | Némedi Mari        |

## Szinkronstáb
- Főcím, szövegek, stáblista felolvasása: Tóth G. Zoltán
- Magyar szöveg: Kiss Barnabás, Móré Annamária, Zámbori Márta
- Hangmérnök: Hidvégi Csaba
- Vágó: Ari Péter
- Rendezőasszisztens: Szegedi Anita
- Gyártásvezető: Albecker Gabriella
- Szinkronrendező: Csík Csaba Krisztián
- Producer: Kovács Zsolt
- Szinkronstúdió: Szinkron Systems
- Megrendelő: RTL Klub

## Érdekességek és korábbi változatok
- Azela Robinson, César Évora és Manuel Ojeda később, (2001-2002-ben) újra együtt játszottak Az ősforrás sorozatban.
- Leticia Calderón és Pedro Armendáriz Jr. ismét együtt játszottak a 2011-es A végzet hatalma című telenovellában, amely Armendáriz utolsó szerepe volt. (A színész szemrákban elhunyt 2011. december 26-án.)
- Mónika Sánchez és María Rubio később újra együtt játszottak a Salomé című sorozatban, ahol anyós-meny volt a viszonyuk.
- César Évora, Silvia Manríquez és Roberto Antúnez színészek korábban a Titkok és szerelmek című sorozatban játszottak együtt, ahol nem volt közös jelenetük.
- A Julieta története Caridad Bravo Adams kubai-mexikói írónő El Engaño (Ámítás) regényén alapszik, azonban a két adaptáló főíró, Cuauhtémoc Blanco és Maria del Carmen Peña jelentősen átalakította és modernizálta a történetet. A regény és a korábbi film- és sorozatváltozatokban a Genarónak megfelelő karakterek Mexikóba menekült, egykori náci tisztek, akik leplezik korábbi életüket, a Julietával egyező főhősnőket pedig zsidó nagyapjuk keresi, akiknek Genaro tette tönkre az életüket.
- A regényből két mozifilm készült, mindkettő Estafa de Amor (Szerelmi gaztett) címmel (1955, 1970).
- Ernesto Alonso producer a regény alapján már három telenovellát is készített a Julietát megelőzően a mexikói Televisának: 1961-ben és 1967-ben Estafa de Amor címmel, 1986-ban pedig El Engaño címmel (ez utóbbinak Erika Buenfil és Frank Moro a főszereplői). Szintén Estafa de Amor címmel forgatták a kolumbiai adaptációt is 1971-ben.
- Luz Maria Jérez játszott az 1986-os verzióban is, ott ő alakította a női főgonosz karaktert.
- María Rubio, aki Ofelia nagymamát alakította a sorozatban, 2018. március 1-én elhunyt életének 84. évében.